# 朝倉景忠
朝倉 景忠（あさくら かげただ）は、戦国時代から安土桃山時代にかけての武将。朝倉将景の後裔で所領名から姓を「鳥羽」とした。

## 略歴
永禄11年（1568年）5月17日、足利義昭が朝倉義景の館へ御成りをした際、伺候した朝倉同名衆19名のうち、景忠の父・朝倉景富は上位から7番目の家柄であった。織田氏によって朝倉宗家が滅亡すると、景忠は一向一揆に与し、天正3年（1575年）8月の織田信長の越前国再侵攻の際は、居城の鳥羽城に600の兵で立て篭もったが、柴田勝家と丹羽長秀の軍勢により落城、景忠軍は壊滅した。しかし、景忠自身は生き延びて、抵抗を続けたらしい。
天正6年（1578年）、朝倉宮増丸が足利義昭や毛利輝元に働きかけ、景忠を朝倉氏家督に据えて朝倉家再興を図ろうとした。当時、景忠の上位にある家柄の朝倉一族は、上杉氏を頼って越後国にあった朝倉景嘉のみであり、上杉謙信が死去したため、上杉氏の武力を頼んだ再興計画は破綻した。そのため、宮増丸は次の家柄上位者である景忠を軸とした朝倉家再興を計画したのである。
しかし、宮増丸は越前国外におり景忠との連絡はつき難く、やがて織田氏と対抗していた毛利氏の中国戦線の悪化に伴って、この朝倉家再興計画も失敗に終わり、景忠の消息も不明となる。